# فاروق الباز
فاروق الباز (عربی مصری: فاروق الباز) (زاده دوم ژانویه ۱۹۳۸ در سنبلاوین) دانشمند مصری آمریکایی است و به عنوان دستیار در برنامه‌ریزی اکتشاف زمین‌شناسی ماه مانند انتخاب سایت‌های فرود برای مأموریت‌های آپولو و آموزش فضانوردان برای انتخاب نمونه‌های مناسب از خاک ماه و آوردن آن‌ها به زمین برای تجزیه و تحلیل و مطالعه در ناسا کار می‌کرد.

## فعالیتها و مدارج علمی
فاروق الباز در خانواده‌ای ساده در روستای طوخ الاقلام در شهر سنبلاوین در استان دقهلیه به دنیا آمد. در سال ۱۹۵۸ از دانشگاه عین شمس مصر مدرک لیسانس شیمی و زمین‌شناسی دریافت کرد. وی عضویت در انجمن علمی سیگما کای و دکترای خود را در سال ۱۹۶۴ دریافت کرد و در زمین‌شناسی اقتصادی تخصص داشت.

## موقعیت‌های علمی
فاروق الباز مدیر مرکز برنامه‌های سنجش از دور در دانشگاه بوستون در ایالت بوستون در ایالات متحده آمریکا است. قبل از آن، وی معاون رئیس علم و فناوری در مؤسسه آیتک برای تجهیزات فیلمبرداری در لکسینگتون، ماساچوست بود.

## حرفه‌های علمی
فاروق الباز در سال ۱۹۶۶ و قبل از پیوستن به آزمایشگاه بل در اکتشاف نفت در کانال سوئز در بخش اکتشاف شرکت پان امریکن مشغول به کار شد.
در طی سال‌های ۱۹۶۷ و ۱۹۷۳، او ۱۶ منطقه مجزا برای ماه را برای فرود فضانوردان بر روی آن انتخاب کرد تا بتواند بیشترین دستاورد علمی را از شکل‌گیری زمین‌شناسی ماه و بدست آوردن تاریخ تشکیل ماه و رابطه تشکیل ماه با تشکیل زمین حاصل کند.

## فعالیت‌های او در ناسا
فاروق الباز از سال ۱۹۶۷ تا ۱۹۷۲ کار فضانوردان را از نقطه نظر زمین‌شناسی ماه درکادر برنامه آپلو هدایت کرد. در طی این شش سال وی منشی کمیته انتخاب ایستگاه‌های فرود بر روی ماه و رئیس گروه آموزشی فضانوردان بود. آموزش او برای فضانوردان در جهت انتخاب نمونه‌های مناسب از سنگ‌ها و خاک ماه است تا آن‌ها را برای تجزیه و تحلیل و مطالعه به زمین منتقل کنند.

## تألیفات
فاروق الباز ۱۲ کتاب شامل آپولو در ماه، بیابان و خشکی، جنگ خلیج فارس و محیط زیست، اطلس تصاویر ماهواره‌ای کویت… تألیف نمود.

## عضویت در جوامع علمی
الباز به عنوان عضو، یا به عنوان نماینده یا رئیس نزدیک به ۴۰ انستیتوها، شوراها و کمیته‌ها انتخاب شد. از جمله انتخاب او به عنوان نمایند در آکادمی علوم جهان سوم TAWAS در سال ۱۹۸۵ و هیئت مشورتی آن در سال ۱۹۹۷ است. او به عضویت شورای علوم و فناوری فضایی نیز انتخاب شد،

## افتخارات و جوایز
فاروق الباز جوایز علمی بسیاری از آمریکا و از دانشگاه‌ها و موسسات علمی سراسر جهان دریافت کرده‌است و موفق به کسب تقریباً ۳۱ جایزه از جمله:
- جایزه پیشرفت آپولو،
- مدال علمی برجسته،
- جایزه آموزش گروه کار ناسا،
- جایزه تیم علوم قمر،
- جایزه تیم گروه کار در پروژه آپولوی آمریکایی، روسی
- مدال افتخار درجه یک مصر از رئیس‌جمهور محمد انور سادات
- جایزه امتیاز علمی و تکنولوژی از ناسا[۸][۱][۲]
- سیارک ۷۳۷۱ ال باز که توسط اخترشناسان آمریکایی الینور هلین و شلت اتوبوس در رصدخانه پالومار در سال ۱۹۷۸ کشف شد، به احترام وی نامگذاری شد.